# Ярошевская, Зофия
Зофия Ярошевская (пол. Zofia Jaroszewska; 25 сентября 1902, Ирбит, Пермская губерния, Российская империя — 25 сентября 1985, Варшава, ПНР) — польская актриса
 театра, кино и телевидения, режиссёр, педагог. Лауреат Государственной премии ПНР (1953, 1955, 1968).

## Биография
В 1920 году после окончания средней школы некоторое время обучалась игре на фортепиано в Варшавской консерватории, затем в 1921—1922 годах — в Варшавской драматической школе. В 1922 году окончила драматическое отделение Музыкальной консерватории в Варшаве (ныне Музыкальный университет имени Фридерика Шопена).
В сентябре 1923 года дебютировала в роли Эльсинои в драме «Иридион» Зыгмунта Красинского в Польском театре Вильнюса. Выступала в театрах Вильно, Кракова и Варшавы.
С 1928 года до начала Второй мировой войны — актриса Краковского театра им. Словацкого. Во время немецкой оккупации работала на городской электростанции.
После освобождения продолжала выступать на сценах Кракова: Театр им. Юлиуша Словацкого (1945—1946, 1955—1957 и 1961—1972), Драматического театра (1946—1954) и Старого театра (1954—1955 и 1957—1961).
Играла как комедийные, так и драматические роли. В 1963—1972 годах преподавала в Государственной высшей театральной школе в Кракове. С 1967 года — профессор Киношколы в Лодзи.

## Избранные театральные роли
- Марыля — «Дзяды» А.Мицкевича
- Луиза — «Смерть Дантона» А.Толстой
- Амалия — «Разбойники» Ф.Шиллера
- Любовь Яровая — «Любовь Яровая» К.Тренева
- Анна Павловна — «Плоды просвещения» Л.Толстой
- Раневская — «Вишнёвый сад» А.Чехова
- Федра — «Федра» Расина
- Раиса — «Лес» А.Островского
- Аманда — «Стеклянный зверинец» Т.Уильямса

Снималась в кино и на телевидении. До войны снялась только в двух фильмах, следующие роли в кино сыграла спустя сорок лет. Всего сыграла в 9 фильмах.

## Избранная фильмография
- 1922: Zazdrość — Маргарита
- 1933: Двенадцать стульев — работница приюта
- 1975: Dom moich synów (1975) — Ядвига Горецкая
- 1977: Кукла (телесериал) — председательша Заславская
- 1977: Granica — Количовска, тётка Эльжбеты
- 1979: Барышни из Вилько — тётка Виктора
- 1981: Okno — Лола